# Centaurea cithaeronea
Centaurea cithaeronea là một loài thực vật có hoa trong họ Cúc. Loài này được Phitos & Constantin. mô tả khoa học đầu tiên năm 1993.